# Sistema Kubitzki
Este sistema de taxonomía vegetal, el sistema Kubitzki es publicado en
Kubitzki, Klaus. et al. (1990 ongoing). The families and genera of vascular plants.
Sistema importante por representar el tratamiento comprensivo, multivolúmenes de las plantas vasculares, con tratamientos descriptivos de todas las familias y los géneros, mayormente por especialistas de cada grupo. Este sistema de Kubitzki ha servido como referencia de los niveles de familia de las clasificaciones de pteridófitas y de gimnospermas, tanto como para los grupos de angiospermas publicados para esa fecha, por el influyente diccionario:
Mabberley, D.J. (1997). The plant-book. A portable dictionary of the vascular plants (2ª edición).
El sistema de clasificación en los volúmenes iniciales de angiospermas estrechamente recuerdan al sistema Cronquist en los arreglos ordinales y de familias, pero los posteriores volúmenes han sido influenciados por los recientes estudios sistemáticos moleculares. El reciente volumen de Malvales adoptó una clasificación en sintonía con el Angiosperm Phylogeny Group:
Kubitzki, K. and M. W. Chase (2003). «Introduction to Malvales in Malvales, Capparales and non-betalain Caryophyllales. K. Kubitzki (ed.)». The families and genera of vascular plants. vol. 5: 12-16.

## Clasificación
La clasificación seguida fue cambiando a medida que se publicaban los volúmenes. En un momento entrados los '2000 fue seguido el sistema APG.
- 1 divisio Pteridophyta
classis Psilotatae
classis Lycopodiatae
classis Equisetatae
classis Filicatae
- 2 divisio Pinophyta o Gymnospermae
1 subdivisio Coniferophytina
2 subdivisio Cycadophytina
- 3 divisio Magnoliophyta o Angiospermae
subdivisio Magnoliophytina
1 classis Monocotyledoneae o Liliopsida [completo] (con la colaboración de Rolf Dahlgren)
1 superordo Acoranae
Acoraceae
No situado en él
Nartheciaceae
2 superordo Alismatanae
1 ordo Arales
Araceae
Lemnaceae
2 ordo Alismatales
Butomaceae
Alismataceae
Limnocharitaceae
Hydrocharitaceae
Najadaceae
Aponogetonaceae
Scheuchzeriaceae
Juncaginaceae
Potamogetonaceae
Ruppiaceae
Posidoniaceae
Zosteraceae
Zannichelliaceae
Cymodoceaceae
3 superordo Lilianae
1 ordo Liliales
Campynemataceae
Luzuriagaceae
Alstroemeriaceae
Colchicaceae
Melanthiaceae
Trilliaceae
Liliaceae
Calochortaceae
Petermanniaceae
Smilacaceae
Philesiaceae
2 ordo Asparagales
Orchidaceae
Iridaceae
Doryanthaceae
Lanariaceae
Ixioliriaceae
Hypoxidaceae
Johnsoniaceae
Hemerocallidaceae
Tecophilaeaceae
Blandfordiaceae
Asteliaceae
Boryaceae
Asphodelaceae
Xanthorrhoeaceae
Aphyllanthaceae
Anemarrhenaceae
Amaryllidaceae
Agapanthaceae
Alliaceae
Themidaceae
Asparagaceae
Hyacinthaceae
Lomandraceae
Herreriaceae
Hostaceae
Anthericaceae
Agavaceae
Eriospermaceae
Ruscaceae
Behniaceae
Dracaenaceae
Convallariaceae
Nolinaceae
3 ordo Triuridales
Triuridaceae
4 ordo Dioscoreales
Dioscoreaceae
Trichopodaceae
Taccaceae
Burmanniaceae
Corsiaceae
5 ordo Pandanales
Pandanaceae
Cyclanthaceae
Velloziaceae
Acanthochlamydaceae
Stemonaceae
Pentastemonaceae
4 superordo Commelinanae
1 ordo Principes
Palmae
2 ordo Dasypogonales
Dasypogonaceae
3 ordo Bromeliales
Bromeliaceae
 ?Rapateaceae (ver Xyridales)
4 ordo Commelinales
Commelinaceae
Pontederiaceae
Philydraceae
Haemodoraceae
5 ordo Xyridales
Mayacaceae
Xyridaceae
Eriocaulaceae
 ?Rapateaceae
6 ordo Zingiberales
Musaceae
Strelitziaceae
Lowiaceae
Heliconiaceae
Costaceae
Zingiberaceae
Cannaceae
Marantaceae
 ?Hanguanaceae (posiblemente relacionado con Zingiberales o con Commelinales)
7 ordo Typhales
Typhaceae
8 ordo Juncales
Juncaceae
Thurniaceae
Cyperaceae
9 ordo Poales
Flagellariaceae
Restionaceae
Ecdeiocoleaceae
Anarthriaceae
Centrolepidaceae
Joinvilleaceae
Poaceae
incertae sedis
Hydatellaceae

- 2 classis Dicotyledoneae o Magnoliopsida [incompleto]
1 subclassis Magnoliidae
1 superordo Magnolianae (más bajo magnoliids)
1 ordo Magnoliales
Himantandraceae
Eupomatiaceae
Austrobaileyaceae
Degeneriaceae
Magnoliaceae
Annonaceae
Myristicaceae
 ?Canellaceae
 ?Lactoridaceae
Amborellaceae
Trimeniaceae
Chloranthaceae
Monimiaceae
Gomortegaceae
Lauraceae
Hernandiaceae
Calycanthaceae
2 ordo Illiciales
Winteraceae
 ?Canellaceae
Illiciaceae
Schisandraceae
3 ordo Aristolochiales
Aristolochiaceae
Hydnoraceae
 ?Rafflesiaceae
4 ordo Piperales
Saururaceae
Piperaceae
2 superordo Ranunculanae (magnoliids altas)
1 ordo Nelumbonales
Nelumbonaceae
2 ordo Ranunculales
Lardizabalaceae
Berberidaceae
Menispermaceae
Ranunculaceae
 ?Circaeasteraceae
Pteridophyllaceae
Papaveraceae
Fumariaceae
3 superordo Nymphaeanae
ordo Nymphaeales
Cabombaceae
Nymphaeaceae
 ?Ceratophyllaceae
4 superordo Caryophyllanae
ordo Caryophyllales (sin.: Centrospermae Eichler)
Familia con un asterisco: *, incluida en Expandidas Caryophyllales en el Volumen V.
Familia con el signo +: solo reconocida en Volumen V, y no en Volumen II.
Caryophyllaceae
Molluginaceae
Aizoaceae
Amaranthaceae
Chenopodiaceae
Halophytaceae
Stegnospermaceae
Achatocarpaceae
Phytolaccaceae
Nyctaginaceae
Cactaceae
Portulacaceae
Didiereaceae
Basellaceae
Hectorellaceae
Barbeuiaceae +
Sarcobataceae +
Petiveriaceae +
Agdestidaceae +
Nepenthaceae *
Droseraceae *
Drosophyllaceae *
Simmondsiaceae *
Rhabdodendraceae *
Asteropeiaceae *
Physenaceae *
Ancistrocladaceae *
Dioncophyllaceae *
Frankeniaceae *
Tamaricaceae *
5 superordo Hamamelidanae
1 ordo Trochodendrales
Trochodendraceae
Eupteleaceae
Cercidiphyllaceae
 ?Myrothamnaceae
2 ordo Hamamelidales
Platanaceae
Hamamelidaceae
3 ordo Fagales
Fagaceae
Betulaceae
Ticodendraceae
4 ordo Juglandales
Rhoipteleaceae
Juglandaceae
Myricaceae
5 ordo ?Casuarinales
Casuarinaceae
6 superordo Polygonanae
ordo Polygonales
Polygonaceae
7 superordo Plumbaginanae
ordo Plumbaginales
Plumbaginaceae
8 superordo Malvanae
ordo Malvales
Neuradaceae
Tepuianthaceae
Thymelaeaceae
Dipterocarpaceae
Diegodendraceae
Sphaerosepalaceae
Cistaceae
Sarcolaenaceae
Bixaceae
Cochlospermaceae
Muntingiaceae
Malvaceae

Desde el Volumen V no se asignan más categorías taxonómicas por arriba de Orden.
- ordo Capparales
Bataceae
Salvadoraceae
Tropaeolaceae
Limnanthaceae
Caricaceae
Moringaceae
Setchellanthaceae
Akaniaceae
Gyrostemonaceae
Resedaceae
Pentadiplandraceae
Tovariaceae
Koeberliniaceae
Cruciferae o Brassicaceae
Capparaceae
Emblingiaceae
No situado en él, pero relacionada con Capparales
Tapisciaceae
ordo Celastrales
Parnassiaceae
Lepidobotryaceae
Celastraceae
ordo Oxalidales
Oxalidaceae
Connaraceae
Cephalotaceae
Brunelliaceae
Cunoniaceae
Elaeocarpaceae
ordo Rosales (# posición revisada, formal en Urticales en Vol. 2)
Rosaceae
Dirachmaceae
Rhamnaceae
Barbeyaceae #
Elaeagnaceae
Ulmaceae #
Moraceae #
Cecropiaceae (#, incluida en Cannabaceae)
Urticaceae #
ordo Cornales
Hydrostachyaceae
Curtisiaceae
Grubbiaceae
Cornaceae
Hydrangeaceae
Loasaceae
ordo Ericales
Theophrastaceae
Samolaceae
Maesaceae
Myrsinaceae
Primulaceae
Actinidiaceae
Balsaminaceae
Marcgraviaceae
Pellicieraceae
Tetrameristaceae
Ericaceae
Clethraceae
Cyrillaceae
Roridulaceae
Sarraceniaceae
Diapensiaceae
Lissocarpaceae
Polemoniaceae
Fouquieriaceae
Scytopetalaceae
Lecythidaceae
Napoleonaeaceae
Styracaceae
Ebenaceae
Sladeniaceae
Theaceae
Ternstroemiaceae
Sapotaceae
Symplocaceae
ordo Asterales
Alseuosmiaceae
Argophyllaceae
Compositae or Asteraceae
subfamilia Barnadesioideae
subfamilia Mutisioideae
subfamilia Carduoideae
subfamilia Cichorioideae
subfamilia Asteroideae
Calyceraceae
Campanulaceae
Carpodetaceae
Goodeniaceae
Menyanthaceae
Pentaphragmataceae
Phellinaceae
Rousseaceae
Stylidiaceae

- Datos: Q3489024